# Pálmamókus
A pálmamókusok (Funambulus) az emlősök (Mammalia) osztályának rágcsálók (Rodentia) rendjébe, ezen belül a mókusfélék (Sciuridae) családjába tartozó nem.

## Rendszerezés
A nembe az alábbi 2 alnem és 6 faj tartozik:
- Funambulus Lesson, 1835
  - Layard-pálmamókus (Funambulus layardi) Blyth, 1849
  - Funambulus obscurus (Pelzen & Kohl, 1886)[4] - korábban a F. sublineatus alfajaként tartották számon
  - indiai házimókus (Funambulus palmarum) Linnaeus, 1766 - típusfaj
  - Funambulus sublineatus (Waterhouse, 1838)[5]
  - háromsávos pálmamókus (Funambulus tristriatus) Waterhouse, 1837
- Prasadsciurus Moore & Tate, 1965
  - északi pálmamókus (Funambulus pennantii) Wroughton, 1905